# Bathyleberis toxotes
Bathyleberis toxotes är en kräftdjursart som beskrevs av Louis S. Kornicker 1986. Bathyleberis toxotes ingår i släktet Bathyleberis och familjen Cylindroleberididae. Inga underarter finns listade.